# Sphallonycha
Sphallonycha is een kevergeslacht uit de familie van de boktorren (Cerambycidae). De wetenschappelijke naam van het geslacht werd voor het eerst geldig gepubliceerd in 1881 door Bates.

## Soorten
Sphallonycha omvat de volgende soorten:
- Sphallonycha irundisa Galileo & Martins, 2001
- Sphallonycha roseicollis (Bates, 1866)